# Lage Svedberg
Lage Artur Svedberg (i riksdagen kallad Svedberg i Burträsk), född 12 februari 1901 i Burträsks församling, Västerbottens län, död där 15 februari 1978, var en svensk småbrukare och socialdemokratisk riksdagspolitiker.
Svedberg var ledamot av riksdagens första kammare från 1939 i valkretsen Västerbottens och Norrbottens län.